# 東映魔女っ子シリーズ

東映魔女っ子シリーズは、1966年から1981年までの15年間断続的に続いた東映動画（現・東映アニメーション）製作の一連の魔法少女アニメの総称である。東映アニメーションの公式サイトにある『魔女っ子コレクション』や関連書籍では単に「魔女っ子シリーズ」と表記されているが、本稿では他社の類似シリーズと区別して便宜上「東映魔女っ子シリーズ」と表記している。著書によっては「東映動画系魔法少女シリーズ」等、様々な呼称が存在する。ただし、いずれにおいても「魔女っ娘」表記は行われない。
またシリーズに含まれる作品の範囲について公式なアナウンスはなく、ラインナップは商品展開によって異なる。

## 概要
後に製作される多くの魔法少女アニメの基礎、原点となる一連の作品群であり、主役となる魔法少女自身の立場や使われる魔法の意義、それらにおける主人公らの心情などが、各作品によりあらゆる形で描写されている。
一般に魔女っ子や魔法少女と呼ばれるテレビアニメの主人公には、生まれながらの魔法使い（多くの場合は王女など特別ないしは由緒ある身分）であるタイプと、ごく普通の人間が未知との遭遇により魔法のアイテムを入手するなどの後天的なタイプの2つのパターンに分類でき、後年の葦プロダクションの類似シリーズは前者、ぴえろ魔法少女シリーズでは後者で特徴が固められている。これらに対し本シリーズはバラエティに富んでおり、『サリー』が前者、『アッコ』が後者の典型であるなど両者を含んでいる。中には『ルンルン』のように普通の人間として育てられながらもその正体は花の精の末裔だったというような折衷的な設定も存在する。さらには忍者やサイボーグなど、厳密には魔法使いですらない作品もあるが、それらはシリーズ展開によっては扱われないこともあり、シリーズの範囲は必ずしも明確ではない。
また、シリーズと言えど同社が後に製作する「おジャ魔女どれみシリーズ」や「プリキュアシリーズ」等とは異なり、このシリーズはあくまでも一連の作品群の呼称に過ぎず、次作の宣伝のための共演シーンは存在するものの、作品の世界観の継承や共有はいずれの作品においても全く存在しない。製作会社は異なるも、この形態は長浜ロマンロボシリーズと同一である。

## 経歴
アメリカ製作のコメディドラマ『奥さまは魔女』が日本国内でもヒットしたことを受け、東映は魔法使いを扱ったアニメ作品の制作を企画した。当時の東映株式会社本社副社長であった渡邊亮徳は、人気漫画家であった横山光輝に原作の執筆を依頼し、制作が開始された。
そして1966年7月号より少女漫画雑誌『りぼん』にて『魔法使いサニー』の連載が開始したが、版権の問題で当作品は『魔法使いサリー』に改題されたうえでアニメ化、放送が開始した。この『魔法使いサリー』が、当シリーズの初回作に当たるのは先述の通りだが、同時に日本初の魔法少女アニメ、また日本初の女子を主演に置いたアニメ作品とも言われる作品にも該当する。しかしこの作品は女子をメインターゲットにした作品でありながら、バラエティに富んだ作品性から、男子層からの人気も得ていたとされる。
『サリー』のヒットに当たり、同枠での後番組として制作放送された赤塚不二夫を原作に置く第2弾『ひみつのアッコちゃん』は視聴率的にも前作を上回るヒット作となった。この時点で既に、スポンサーとの商品化の事情を把握したうえでの連携制作を行う形態が執られている。
第3弾『魔法のマコちゃん』では、『サリー』からの視聴層もターゲットに、視聴年齢の大幅な引き上げが行われたが、前2作に続くような人気は得られずに放送を終えた。
『マコ』の後番組である『さるとびエッちゃん』からは、「魔法使い」とは異なる「スーパーウーマンもの」も展開されるようになった。これを第4弾と見なすこともあるが、「魔女っ子」としてのシリーズ展開には含まれないこともあり、これ以降のシリーズ作品のカウントは必ずしも共通見解の無いものとなった。
その後も枠を連ねシリーズ第5弾『魔法使いチャッピー』まで放送された後、男子向けアニメ及び『サリー』と原作者を同じとする『バビル2世』を挟んでシリーズは再開。ひろみプロが企画、原作を担当する第6弾『ミラクル少女リミットちゃん』が放送された。このとき放送が企画された作品には先述の物と『キューティハニー』の2作が上がっており、双方の製作スタッフによる企画コンペが行われた結果、前者が当枠での放送作品に選出されたという経緯がある。後者は対象年齢を広げるアレンジが盛り込まれて別枠での放送となったが、こうした経緯から『キューティーハニー』は商品展開によって本シリーズに含まれたり含まれなかったりと扱いの分かれることになった。
同じ放送枠での第7弾にあたる『魔女っ子メグちゃん』では、前作に引き続きひろみプロが原作を担当。魔法要素、コメディ要素、主人公の心情描写や男子層を引き込むための大胆なアダルトテイストさなど、あらゆる点から見て本作が東映魔女っ子シリーズの集大成と言えるべき作品となっており、それを表すかのように当シリーズはここで一旦幕引きとなっている。
1978年にはそれまで長浜ロマンロボシリーズなどを手がけてきた東映テレビ部が少女アニメに初挑戦し、『魔女っ子チックル』の放送を開始した。放送局と放送時間はこれまでと同じテレビ朝日（1977年にNETテレビから名称変更）月曜19時台前半だったものの、これまでのような東映動画の作品ではなかったこともあり、本作はシリーズとして扱われない場合も少なくない。上記『キューティーハニー』の例もあり、これ以降のシリーズは「第○作目」というカウントについての定義がますます困難になり、見解の分かれることになった。
『メグ』の放送終了から4年後の1979年に『キャンディ・キャンディ』の後番組として本格的にシリーズが再開し、『花の子ルンルン』が放送を開始。枠を連ね、続いて放送された『魔法少女ララベル』にて、当シリーズはピリオドを打ったと見なされている。
終了の理由は、「昔と違い強くなった現代の女の子たちにとって、魔法があこがれの存在ではなくなった」という制作者サイドの判断によるものだった。
ただし、『ララベル』の後番組にあたる『ハロー!サンディベル』は引き続いて女子向けアニメである。
『ララベル』放送終了後の1988年には『アッコ』のリメイク作品が製作・放送され、次いで1989年には『サリー』のリメイク作品が製作・放送されている。『アッコ』に至っては、1998年に再度リメイク作品が製作されており、一部ながらシリーズは世代を越えて支持されている。

## シリーズ一覧
| 作品                                 | [ 例 1 ] | [ 例 2 ] | [ 例 3 ] | [ 例 4 ] | [ 例 5 ] | [ 例 6 ] | [ 例 7 ] |
| ------------------------------------ | -------- | -------- | -------- | -------- | -------- | -------- | -------- |
| サリー                               | ○        | ○        | ○        | ○        | ○        | ○        | ○        |
| アッコ                               | ○        | ○        | ○        | ○        | ○        | ○        | ○        |
| マコ                                 | ○        | ×        | ×        | ○        | ○        | ○        | ○        |
| エッちゃん                           | ×        | ×        | ×        | ○        | ○        | ○        | ○        |
| チャッピー                           | ×        | ○        | ×        | ○        | ○        | ○        | ○        |
| リミット                             | ×        | ×        | ×        | ○        | ○        | ○        | ○        |
| ハニー                               | ×        | ○        | ○        | ○        | ×        | ○        | ○        |
| メグ                                 | ○        | ○        | ○        | ○        | ○        | ○        | ○        |
| チックル                             | ×        | ×        | ×        | ×        | ○        | ○        | ×        |
| ルンルン                             | ○        | ○        | ○        | ○        | ○        | ○        | ○        |
| ララベル                             | ○        | ○        | ×        | ○        | ○        | ○        | ○        |
| その他                               | -        | -        | -        | ○        | -        | -        | -        |
| 注：1. 2. 資料：1. 2. 3. 4. 5. 6. 7. |          |          |          |          |          |          |          |

シリーズとしての展開ではシリーズ内からいくつかの作品をピックアップするケースが多く、右表のように資料や商品展開ごとに作品のラインナップに大きな差異がある。東映アニメーションのウェブサイトでも特定の商品展開としてシリーズに言及しているのみであり、どの作品がシリーズに含まれるか否かについての統一的な見解は事実上存在しないに等しい。

### NET系列月曜19時台前半
『サリー』から『メグ』までの7作品は同じ放送枠で展開されたこともあり、この放送枠の作品分については「第○弾」と言及している書籍もある。しかしこの枠であっても、一部の作品は厳密な意味での魔法使いではなく、シリーズの商品展開には含まれないことがある。実際、東映アニメーション公式サイトの作品紹介では『アッコ』を「第2弾」、『マコ』を「第3弾」と言及しているものの、魔法使いではない『エッちゃん』以降の作品では何作目かについての言及は特に見られなくなっている。
『魔法使いサリー』
- 原作 横山光輝
- 放送期間 1966年12月5日 - 1968年12月30日
- 声の出演：夢野サリー…平井道子、カブ…千々松幸子、ポロン…白石冬美、花村よし子…加藤みどり、ほか
- 話数 全109話

『ひみつのアッコちゃん』
- 原作 赤塚不二夫
- 放送期間 1969年1月6日 - 1970年10月26日
- 声の出演：アッコ…太田淑子、モコ…白川澄子、大将…大竹宏、少将…千々松幸子、ほか
- 話数 全94話

『魔法のマコちゃん』
- 原作 浦川しのぶ
- 放送期間 1970年11月2日 - 1971年9月27日
- 声の出演：浦島マコ…杉山佳寿子、パパ…谷津勲、ママ…平井道子、おばば…高橋和枝、ほか
- 話数 全48話
- 『魔女っ子大作戦』には参戦せず。

『さるとびエッちゃん』
- 原作 石森章太郎
- 放送期間 1971年10月4日 - 1972年3月27日
- 声の出演：エツ子…野村道子、ブク…永井一郎、ミコ…千々松幸子、太平…野島昭生、茂平…加藤修ほか
- 話数 全26話
- 厳密な意味での魔法ではなく忍術を題材とした近似ジャンル作品である。『魔女っ子コレクション』や『魔女っ子大作戦』など、シリーズを扱った商品展開では含まれていないことがある。公式サイトでは「一種のスーパーウーマンもの」と表現されている。

『魔法使いチャッピー』
- 企画 飯島敬、宮崎慎一
- 放送期間 1972年4月3日 - 1972年12月25日
- 声の出演：チャッピー…増山江威子、ジュン…千々松幸子、ドンちゃん…富田耕生、パパ…矢田耕司、ほか
- 話数 全39話
- 『魔女っ子コレクション』では含まれていない。

『ミラクル少女リミットちゃん』
- 原作 永島慎二、ひろみプロダクション
- 放送期間 1973年10月1日 - 1974年3月25日
- 声の出演：西山理美/リミット…栗葉子、西山博士…柴田秀勝、トミさん…野沢雅子、グー…千々松幸子、ほか
- 話数 全25話
- 厳密な意味での魔法ではなく科学を題材とした近似ジャンル作品である。『魔女っ子コレクション』や『魔女っ子大作戦』など、シリーズを扱った商品展開では含まれていないことがある。

『魔女っ子メグちゃん』
- 原作 ひろみプロダクション、成田マキホ
- 放送期間 1974年4月1日 - 1975年9月29日
- 声の出演：神崎メグ…吉田理保子、ノン…つかせのりこ、ロコ…山本圭子、チョーサン…はせさん治、ほか
- 話数 全72話
- 1975年3月31日放送分より、この日から始まった「腸捻転解消」によって、近畿広域圏のネットが毎日放送から朝日放送に変更された。このため、これ以降のテレビ朝日系列の魔女っ子シリーズは、朝日放送ネットで放送される。

### テレビ朝日系列金曜19時台前半
『キャンディ・キャンディ』から『ハロー!サンディベル』まで四作（1976年10月 - 1982年2月）続いた少女向けアニメの内、魔法要素を取り扱った二作が魔女っ子シリーズに分類される。枠は『ハロー!サンディベル』の途中で、それまで東映本社製作の児童向けドラマが放送されていた19時台後半に移動し、終了後は再び東映本社の実写ドラマ枠となり『宇宙刑事ギャバン』などのメタルヒーローシリーズに受け継がれた。
『花の子ルンルン』
- 原作 神保史郎
- 放送期間 1979年2月9日 - 1980年2月8日
- 声の出演：ルンルン・フラワー…岡本茉利、セルジュ・フローラ…水島裕、キャトー…白石冬美、ヌーボ…神山卓三、トゲニシア…喜多道枝ほか
- 話数 全50話

『魔法少女ララベル』
- 原作 藤原栄子
- 放送期間 1980年2月15日 - 1981年2月27日
- 声の出演：立花ララベル…堀江美都子、ビスカス高林…田中崇、ほか
- 話数 全49話

### その他の放送枠の作品
放送枠内ではシリーズを連ねずに単発で終わったものの、シリーズに含まれることのある作品は以下。
『キューティーハニー』
- 原作 永井豪とダイナミックプロ
- 放送期間 1973年10月13日 - 1974年3月30日
- 声の出演：如月ハニー…増山江威子、早見団兵衛…富田耕生、早見青司…森功至、早見順平…沢田和子、ほか
- 話数 全25話
- 厳密な意味での魔法ではなく科学を題材とした近似ジャンル作品である。ただし同じ東映動画制作のため、シリーズのCDやクロスオーバー商品などにはよく参加する。

『魔女っ子チックル』
- 原作 永井豪とダイナミックプロ
- 放送期間 1978年3月6日 - 1979年1月29日
- 声の出演：小森チックル…吉田理保子、小森チーコ…麻上洋子、ほか
- 話数 全45話
- 制作が東映動画ではなく東映本社のテレビ部。しかし1994年発売のCD『歌いつがれる少女の夢 東映動画魔法少女アニメ全集』においては、東映動画魔法少女アニメと商品名で謳いながらも今作の主題歌が収録されている。書籍「魔女っ子マテリアル」においても、東映アニメーションに現存する資料をかき集めたとしているが、今作の設定画も載っている。それこそ場合によって今作の扱いはまちまちである。

### シリーズリメイク作一覧
『キューティーハニー』をシリーズに含む場合は、同作は何度か繰り返しリメイクされているが、東映または東映アニメーションが製作に関わっていない作品もあるため、ここではテレビアニメシリーズのうち一部のみを併記した。OVAや実写作品を含めた詳細はキューティーハニー#歴代作品を参照。
『ひみつのアッコちゃん』（第2作）
- 原作 赤塚不二夫
- 放送期間 1988年10月9日 - 1989年12月29日
- 制作：フジテレビ
- 声の出演：アッコ…堀江美都子、モコ…杉山佳寿子、大将…塩屋翼、キーオ…中原茂、ほか
- 話数 全61話

『魔法使いサリー』（第2作）
- 原作 横山光輝
- 放送期間 1989年10月9日 - 1991年9月23日
- 制作：テレビ朝日
- 声の出演：夢野サリー…山本百合子、カブ…本多知恵子、ポロン…西原久美子、花村よし子…鈴木みえ、春日野すみれ…久川綾、ほか
- 話数 全90話（スペシャル2話を含む）

『キューティーハニーｆ』
- 原作 飯坂友佳子
- 放送期間 1997年2月15日 - 1998年1月24日
- 制作：テレビ朝日
- 声の出演：如月ハニー…永野愛、早見青児…千葉進歩、秋夏子…大本眞基子、葉月聖羅…平松晶子、如月猛…神谷明、ほか
- 話数 全39話

『ひみつのアッコちゃん』（第3作）
- 原作 赤塚不二夫
- 放送期間 1998年4月5日 - 1999年2月28日
- 制作：フジテレビ
- 声の出演：アッコ…山崎和佳奈、モコ…梅田貴公美、大将…鈴木琢磨、ペンギンの一平…竹内順子、ほか
- 話数 全44話

## 商品化
このようなクロスオーバー企画の場合のサリーとアッコはいずれの場合においてもオリジナル版（第1作）のデザインが採用されている。

### 魔女っ子大作戦
当シリーズを扱った商品の多くは、PlayStation専用ソフト『魔女っ子大作戦』発売時の一連のプロジェクトにおいて販売されていた。同ゲームには『キューティーハニー』が参加しているため、当時の多くの関連商品が同作をシリーズに含めている。
セイカのぬりえ「魔女っ子大作戦」
サリー、アッコ、メグ、キューティーハニー、ルンルンの5作のみを扱った。
ディスコグラフィ
当時展開されたCDでは、ゲームに登場しないマコ、エッちゃん、リミットの主題歌もカバーされていた。
- 魔女っ子大作戦 スペシャル・ソング・コレクション（COCX-30267｜1999/01/21）
- 魔女っ子 ミュージック・サンプラー（COCX-30486~7｜1999/08/21）

### 魔女っ子コレクション
東映アニメーションでは魔女っ子コレクションと題し、サリー、アッコ、マコ、メグ、ルンルン、ララベルを扱った商品をプロデュースしており、iPhoneケースなどを販売、公式ホームページ上ではオリジナル壁紙の無料配布も行っている。2012年にはユニクロとのコラボも行った。魔法使いサリー生誕50周年を迎えた2016年にはキディランド原宿店・梅田店にて『魔女っ子コレクション Presented by NERDS』のフェアが行われる。その際、新たに1988年版アッコと1989年版サリーも製品グッズのラインナップに加わっている。

## その他の作品
書籍『魔女っ子大全集 東映動画篇』では、1990年代当時までの東映動画の魔法少女ジャンルを載せているため、上記以外の作品も扱われている。しかしやがてこのシリーズは『ララベル』までのアニメを指すことが多くなったため、同書籍においてのみ扱われている作品について参考までに補足する。資料で言及の無い東映グループのその他の魔法少女作品については#関連項目を参照。
『美少女戦士セーラームーン』
あくまでスーパー戦隊シリーズの少女版というコンセプトの作品であり、厳密には近似ジャンルのバトルヒロイン作品である。しかしマスコットとなる小動物の存在など、本シリーズのフォーマットが踏襲されており共通点は多い。

### アニメ以外
テレビアニメとは別のメディアで、オリジナル魔女っ子作品が使用されたことがある。
『よいこのミミちゃん』
『メグ』終了後、小学館の幼児向け雑誌『よいこ』の1976年2月号から1977年7月号まで連載されたオリジナル作品。セル絵話として掲載された。
『おまじないアイドル リリカルレナ』
セイカノート発売の文房具のオリジナルキャラとして、ぴえろプロジェクト（スタジオぴえろ）制作による『魔法のデザイナーファッションララ』に代わって、1988年から登場。企画は東映動画プロデューサーの関弘美が中心になり、キャラクターデザインは越智一裕が担当した。1992年からは『リリカルレナ エンジェルパーティー』にリニューアルされた。